# Vapor Colón
El vapor Colón va ser un vaixell de vapor de l'Armada Espanyola amb buc de fusta i propulsat mitjançant rodes laterals, construït a Londres a mitjans de 1849, i que va prestar servei fins a 1882. El seu bessó, el Pizarro, es va enfonsar a l'oceà Atlàntic.
El seu buc, que era totalment de fusta, va ser construït el 1849 a les drassanes Loftus & Wigram de Londres amb un preu de 4.327 rals. Poc després d'entrar en servei, va ser destinat a la Divisió Naval que operava a Itàlia en suport del Papa. el 1850 se li va destinar a la flota de les Antilles, amb base a l'Havana on va arribar el dia 7 de setembre. Fins a 1855 va estar destinat a l'Havana o San Juan de Puerto Rico.
El 1855 va tornar a la Península i se li va destinar a tasques de correu entre les colònies del Carib i Espanya. Després de participar en la guerra contra el Marroc el 1860, se li va enviar de nou a Itàlia per protegir els interessos espanyols durant la caiguda del Regne de les Dues Sicílies a mans de Garibaldi.
Juntament amb el vapor de rodes León, va ser destinat de nou a aigües caribenyes. Va arribar a Sant Joan el 27 d'octubre de 1863, transportant al 2n Batalló d'infanteria de marina fins a Puerto Rico. El Colom va romandre al Carib fins que el 1866 va ser destinat a l'esquadra de l'Atlàntic sud amb base a Montevideo (Uruguai). Aquesta esquadra va ser creada per protegir el tràfic mercant espanyol amb Amèrica del Sud durant la Guerra hispanosudamericana contra Xile i el Perú, i després va tornar a la península. El 1868, i quan viatjava a bord l'almirall Pavia, va ser capturat per la fragata blindada Vitória, que s'havia unit a la causa del general Joan Prim i Prats.
Al comandament del capità de navili José Ruiz Higuera, va participar amb l'esquadra governamental, al comandament de l'almirall Miguel Lobo y Malagamba, a la batalla de Portmán contra l'esquadra cantonalista de 1873.
Va prendre part en la Tercera Guerra Carlina amb l'esquadra comandada pel tinent de navili Victoriano Sánchez Barcáiztegui, que va morir a bord durant un atac de les bateries carlistes de Mutriku el 24 de maig de 1875.
Va ser desarmat i donat de baixa el 1882.